# John Tovey, 1:e baron Tovey
John Cronyn Tovey, 1:e baron Tovey, född 7 mars 1885, död 12 januari 1971, var en brittisk sjöofficer, storamiral och chef för Home Fleet 1940-1943.
Under första världskriget deltog kommendörkapten Tovey som jagarchef i Skagerrakslaget och andra slaget vid Helgolandsbukten. Under andra världskriget var han inledningsvis ställföreträdande chef för den brittiska medelhavsflottan och blev därefter chef för Home Fleet. Han ledde därvid jakten på och sänkningen av Bismarck. Sedan var han chef för The Nores marinkommando med ansvar för sjöförsvaret av Englands östkust. År 1946 blev han peer som baron Tovey. Han hade en stark personlig kristen tro.